# Nova Iguaçu FC
Nova Iguaçu FC is een Braziliaanse voetbalclub uit Nova Iguaçu, in de deelstaat Rio de Janeiro.

## Geschiedenis
De club werd in 1990. De oranje clubkleur werd gekozen omdat de stad in de jaren dertig van de twintigste eeuw een van de grootste exporteurs van sinaasappelen ter wereld was. In 2005 slaagde de club er voor het eerst in om te promoveren naar de hoogste klasse van het Campeonato Carioca. Na twee seizoenen degradeerde de club.

## Erelijst
Copa Rio
2008, 2012